# What a Girl Wants (film)
 For alternative betydninger, se What a Girl Wants. (Se også artikler, som begynder med What a Girl Wants)
What a Girl Wants er en amerikansk komediefilm fra 2003 med Amanda Bynes i hovedrollen. Hun spiller en pige hvis forældre er skilt, en uge skal hun op og besøge sin far, hun skal lære at blive royal, men det er ikke nemt når man er en teenagepige som vil fyre den af. Hendes far har besluttet sig for at gifte sig og den dame han skal giftes med tænker kun på sig selv og sin datter. 